# 大凯勒
大凯勒（德語：Groß Kelle）是德国梅克伦堡-前波美拉尼亚州的市镇，隶属于梅克伦堡湖区县。总面积为6.68平方千米，截至2023年12月31日总人口为109人。